# Алпордо
Алпордо (кирг. Алпордо) — село в Кара-Сууском районе Ошской области Кыргызстана. Входит в состав Кызыл-Сууского айылного аймака.

## География
Село расположено в северо-западной части области, на левом берегу реки Куршаб, на расстоянии приблизительно 41 километра (по прямой) к юго-востоку от города Кара-Суу, административного центра района.

## Население
Согласно оценочным данным Национального статистического комитета Кыргызской Республики, численность населения села на начало 2023 года составляла 1260 человек.
| год     | 2009 | 2014 | 2015 | 2020 | 2021 | 2023 |
| ------- | ---- | ---- | ---- | ---- | ---- | ---- |
| человек | 1090 | 1418 | 1139 | 967  | 1210 | 1260 |